# جمعية السنوكر الأمريكية
جمعية السنوكر الأمريكية (بالإنجليزية:United States Snooker Association) هي جمعية معترف بها دوليا لرياضة السنوكر في الولايات المتحدة تأسست عام 1991 ويقع مقرها في بيركلي، كاليفورنيا.